# Episodi di Alice (ottava stagione)
L'ottava stagione della serie televisiva Alice è stata trasmessa negli Stati Uniti dal 2 ottobre 1983 al 20 maggio 1984, posizionandosi al 27º posto nei rating Nielsen di fine anno con il 17,2% di penetrazione e con una media superiore ai 14 milioni di spettatori.
| nº | Titolo originale              | Titolo italiano | Prima TV USA     | Prima TV Italia |
| -- | ----------------------------- | --------------- | ---------------- | --------------- |
| 1  | Mel is Hogg-Tied              |                 | 2 ottobre 1983   |                 |
| 2  | Vera's Secret Lover           |                 | 9 ottobre 1983   |                 |
| 3  | Jolene Gets Her Wings         |                 | 16 ottobre 1983  |                 |
| 4  | Alice's Blind Date            |                 | 23 ottobre 1983  |                 |
| 5  | It Had to Be Mel              |                 | 30 ottobre 1983  |                 |
| 6  | The Over-the-Hill Girls       |                 | 6 novembre 1983  |                 |
| 7  | Vera Gets Engaged             |                 | 20 novembre 1983 |                 |
| 8  | Vera's Wedding                |                 | 20 novembre 1983 |                 |
| 9  | The Robot Wore Pink           |                 | 18 dicembre 1983 |                 |
| 10 | Tis the Season to Be Jealous  |                 | 25 dicembre 1983 |                 |
| 11 | Tommy Goes Overboard          |                 | 1 gennaio 1984   |                 |
| 12 | Vera, the Horse Thief         |                 | 8 gennaio 1984   |                 |
| 13 | Jolene Throws a Curve         |                 | 15 gennaio 1984  |                 |
| 14 | Lies My Mother Told Me        |                 | 29 gennaio 1984  |                 |
| 15 | Alice and the Devoted Dentist |                 | 12 febbraio 1984 |                 |
| 16 | Alice's Hot Air Romance       |                 | 4 marzo 1984     |                 |
| 17 | Dollars to Donuts             |                 | 11 marzo 1984    |                 |
| 18 | My Dinner with Debbie         |                 | 18 marzo 1984    |                 |
| 19 | Vera's Fine Feathered Friends |                 | 25 marzo 1984    |                 |
| 20 | Jolene is Stuck on Mel        |                 | 1º aprile 1984   |                 |
| 21 | Don't Play it Again, Elliott  |                 | 15 aprile 1984   |                 |
| 22 | Mel Spins His Wheels          |                 | 13 maggio 1984   |                 |
| 23 | Be It Ever So Crowded         |                 | 20 maggio 1984   |                 |